# Rínok-Kargalski
Rínok-Kargalski (en rus: Рынок-Каргальский) és un poble (un khútor) de l'óblast de Rostov, a Rússia, segons el cens rus del 2010 tenia 22 habitants. Pertany al districte de Tsimliansk.